# マクラーレン・M23
マクラーレンM23 (McLaren M23) は、マクラーレンがF1世界選手権参戦用に開発したフォーミュラ1カーで、ゴードン・コパックとジョン・バーナードが設計した。1973年の第3戦から、1978年第14戦まで実戦投入された。インディ500用マシンのM16が開発のベースとなっている。
M23はシャーシナンバー1-12までの12台製作された。そのうちのシャーシナンバー8は、1974年イギリスGPから計15戦（1戦の非世界選手権含む）に使用された後に改修され、8-2として1975年スイスGPから再び使用された。

## M23
1971年から使用されてきたM19Cの後継として1973年にデビュー。前年までのM19は、コークボトルタイプのボディが特徴だった。M23はロータスの影響を強く受け、サイドラジエーター、ウェッジタイプのノーズ、角張ったボディへと変わった。基本的な設計は以後も変わることなく1978年まで使用される。
サスペンションは、フロントはベラミー式リンクのプログレッシブサスペンション、リヤは不等ピッチコイルによるプログレッシブサスペンションと、特異なものを採用していたが、これらはM19から引き継いだ実績のあるものだった。ホイールベースは2,565mmで、2,387.6mmのブラバム・BT37より177mmも長く、コーナリングでの俊敏性より安定性を重視した設計だった。
搭載するフォード・コスワース・DFVエンジンはジョン・ニコルソンが設立したニコルソン・マクラーレン・エンジンズがチューニングを行った。

## シーズン

### 1973年

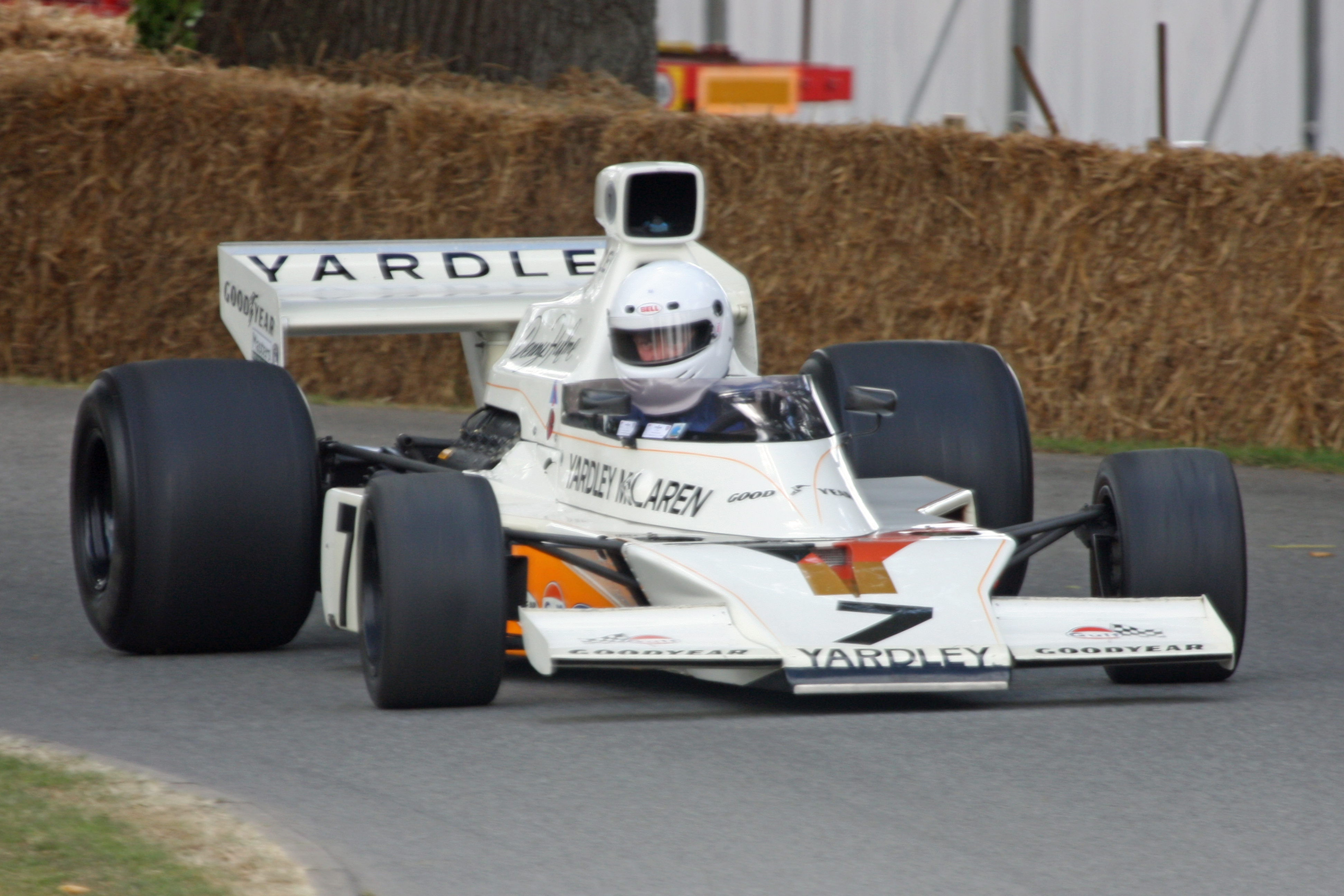
ヤードレイカラーの1973年型M23

デビュー戦の南アフリカGPでデニス・ハルムがPPを獲得。ハルムは1勝、ピーター・レブソンが2勝をあげた。

### 1974年
1972年のチャンピオンを獲得したエマーソン・フィッティパルディがロータスから移籍、いきなりドライバーズ・チャンピオンを獲得。そしてマクラーレンもチーム初となるコンストラクターズ・チャンピオンを獲得。この年から、マールボロのスポンサーシップが開始。以後1996年まで続く『マールボロ・マクラーレン』の誕生である。このシーズンはマールボロ2台とヤードレイ1台の3台体制での参戦だった。

### 1975年
M23はフロントサスをロッキングアームに変更し、また、ホイールベースを80mm延長し2,647mmとした。また、リヤ周りも改修を受け、今まではエンジン部分が外部に露出していたが、リヤタイヤ前方にオイルクーラーを設置。サイドポンツーンなどのボディワークをさらに後方に延長した。加えて、ダウンフォースの増加に努めるため、フロントウイングが大型化され、リヤウイングも厚みを増し、フラップの迎角も大きくなった。
フェラーリのニキ・ラウダが新型マシン312Tと共にシーズンを席巻。フィッティパルディは2勝でドライバーズ・ランキング2位となった。彼はこのシーズン終了をもって実兄であるウィルソン・フィッティパルディが興した新チームのコパスカーに移籍した。

### 1976年

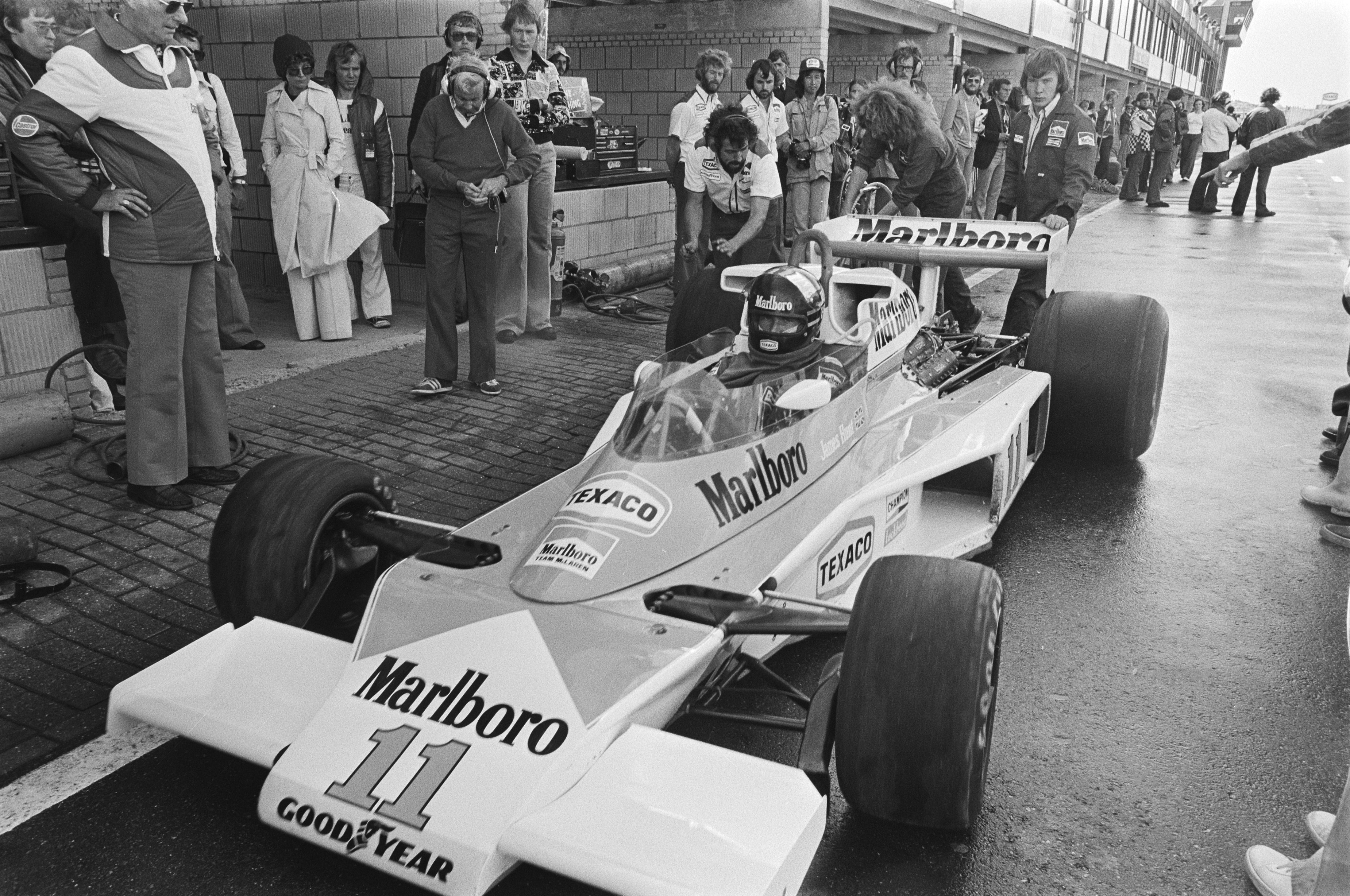
1976年オランダGPにてM23に乗るハント

この年から施行された新レギュレーション(安全性向上のためマシンの全高を制限)に伴って大型インダクションポッドを撤去。ドライバーの頭部左右から吸気する方式を取った。また、シャーシは14kgもの軽量化がなされた。さらにホイールベースが伸ばされ、2,717.8mmとブラバム・BT45と比して254mmも長くなった。
新たにフィッティパルディに代わってヘスケスからジェームス・ハントがマクラーレンに移籍加入。ハントはフェラーリのニキ・ラウダとチャンピオン争いを展開。第9戦イギリスGP終了時点ではラウダのリードを許していたが、第10戦ドイツGPでのラウダのクラッシュ、以後2戦欠場の間に猛追。最終戦日本GPでラウダが天候悪化によるリタイヤを決断する中を走り続け、ハントにとって唯一となるドライバーズ・チャンピオンを獲得した。第12戦オランダGPではヨッヘン・マスが新車M26で出走したが、決勝での結果が9位と良くなかったこともあり、次戦から再びM23となった。

### 1977年
新車M26が開幕戦から実戦投入される予定だったが、熟成不足と判断されハントは第1-4,6戦で、マスは第9戦までM23を使用、その後はようやくM26が実戦投入され移行した。第10戦イギリスGPではジル・ヴィルヌーヴがM23を駆ってF1デビュー。決勝は水温計がどんどん上昇していったため（実際には水温計は故障していた）途中ピット・インを余儀なくされたが、それまでは新車M26を駆るハントやマスに引けをとらないタイムで周回していた。また、M23はジルのF1キャリアの中で唯一となる「フェラーリ以外でドライブしたマシン」でもある。

### 1978年
カスタマーシャーシとして、新人ネルソン・ピケがBSファブリケーションチームでドライブするなど、登場から延べ6年という長期にわたって活躍したマシンとなった。

## スペック

### シャーシ
- シャーシ名 M23

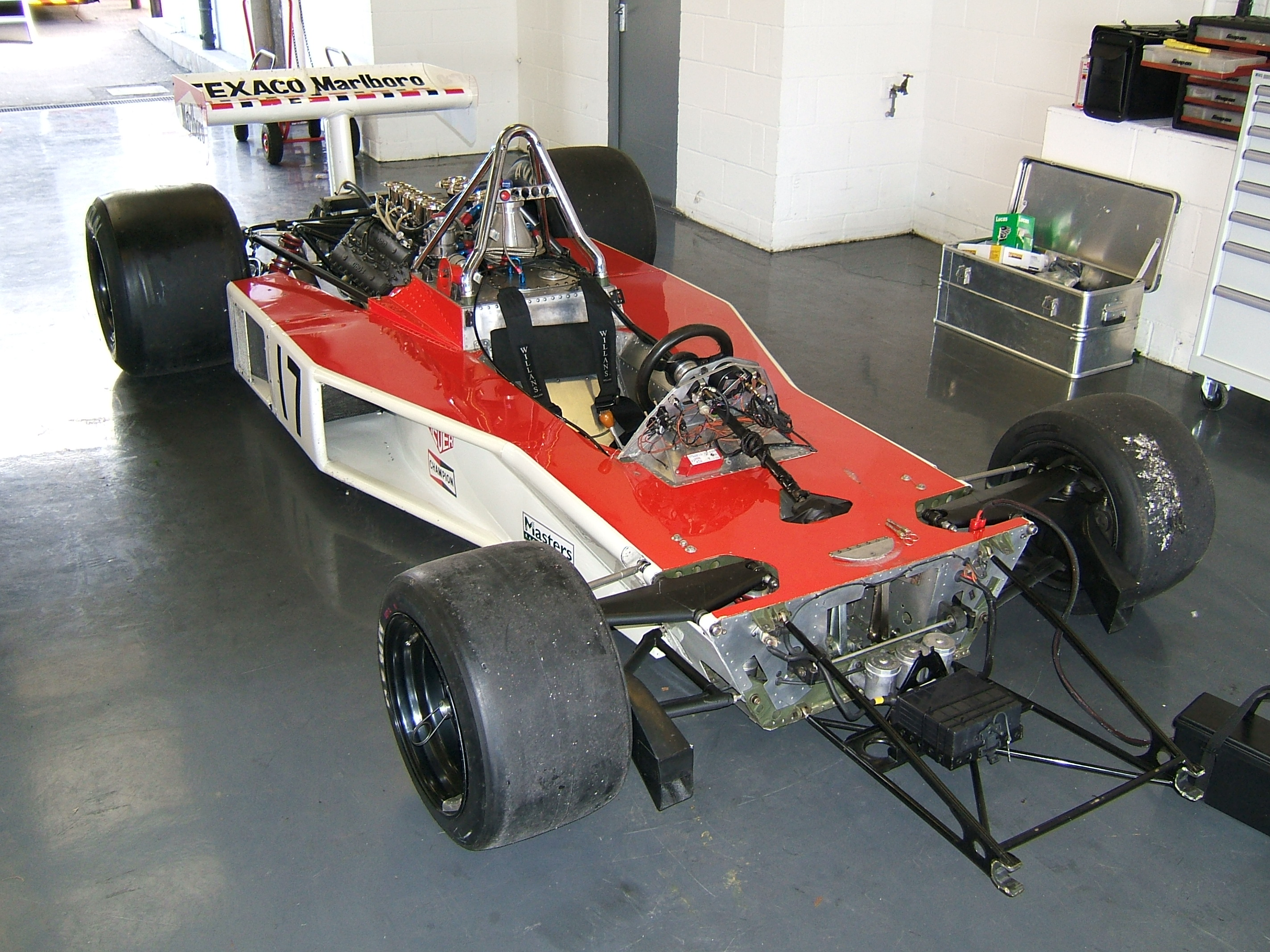
ボディワークを取り外したM23

- ホイールベース 2,565-2,717.8mm
- フロントトレッド 1,631-1,663mm
- リヤトレッド 1,587-1,676mm
- ブレーキ ロッキード
- ホイール フロント:13×10-11インチ、リア:13×16-18インチ
- タイヤ グッドイヤー
- サスペンション フロント・ベラミー式リンク→ロッキングアーム/リヤ・ダブルウィッシュボーン
- ギアボックス ヒューランドFG400（5速）→DG400（6速）

### エンジン
- エンジン名 フォード・コスワースDFV
- 気筒数・角度 V型8気筒・90度
- 排気量 2,993cc
- 圧縮比 11.1
- ピストンボア 85.6mm
- ストローク 64.8mm
- 最大馬力 450-495馬力
- スパークプラグ チャンピオン
- 燃料・潤滑油 テキサコ
- イグニッション ルーカス
- インジェクション ルーカス間接噴射

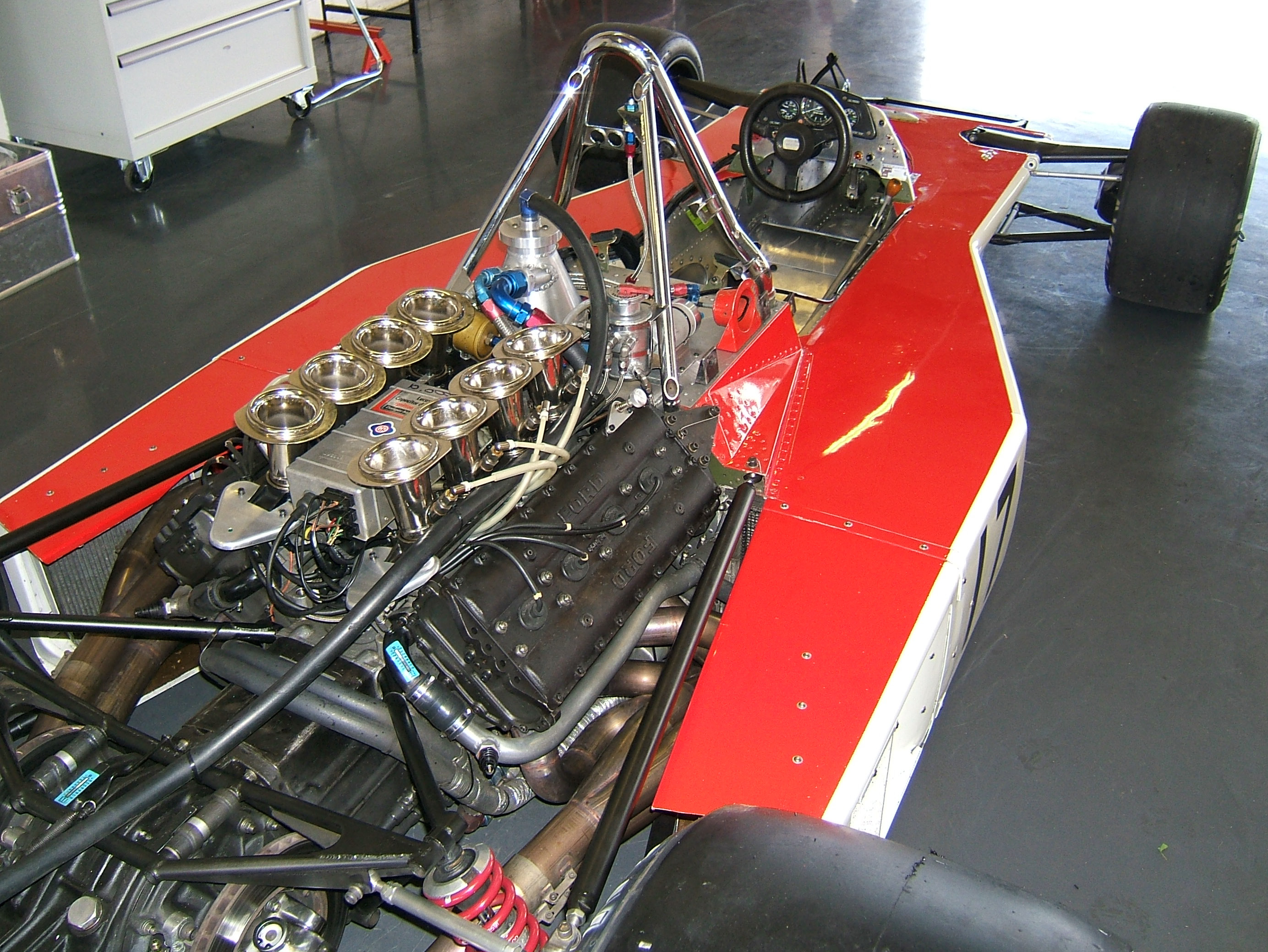
ニコルソンチューンのDFVエンジン

- マシン重量 575-601.6kg（含エンジン）

## F1での全成績
(key) (太字はポール・ポジション、斜体はファステストラップ。)
| 年   | チーム                           | タイヤ | ドライバー         | 1   | 2   | 3   | 4   | 5   | 6   | 7   | 8   | 9   | 10  | 11  | 12  | 13  | 14  | 15  | 16  | 17  | ポイント | 順位 |
| ---- | -------------------------------- | ------ | ------------------ | --- | --- | --- | --- | --- | --- | --- | --- | --- | --- | --- | --- | --- | --- | --- | --- | --- | -------- | ---- |
| 1973 | ヤードレー・チーム・マクラーレン | G      |                    | ARG | BRA | RSA | ESP | BEL | MON | SWE | FRA | GBR | NED | GER | AUT | ITA | CAN | USA |     |     | 581      | 3位  |
| 1973 | ヤードレー・チーム・マクラーレン | G      | ハルム             |     |     | 5   | 6   | 7   | 6   | 1   | 8   | 3   | Ret | 12  | 8   | 15  | 13  | 4   |     |     | 581      | 3位  |
| 1973 | ヤードレー・チーム・マクラーレン | G      | レブソン           |     |     |     | 4   | Ret | 5   | 7   |     | 1   | 4   | 9   | Ret | 3   | 1   | 5   |     |     | 581      | 3位  |
| 1973 | ヤードレー・チーム・マクラーレン | G      | シェクター         |     |     |     |     |     |     |     | Ret | Ret |     |     |     |     | Ret | Ret |     |     | 581      | 3位  |
| 1973 | ヤードレー・チーム・マクラーレン | G      | イクス             |     |     |     |     |     |     |     |     |     |     | 3   |     |     |     |     |     |     | 581      | 3位  |
| 1974 | マールボロ・チーム・マクラーレン | G      |                    | ARG | BRA | RSA | ESP | BEL | MON | SWE | NED | FRA | GBR | GER | AUT | ITA | CAN | USA |     |     | 73 (75)  | 1位  |
| 1974 | マールボロ・チーム・マクラーレン | G      | フィッティパルディ | 10  | 1   | 7   | 3   | 1   | 5   | 4   | 3   | Ret | 2   | Ret | Ret | 2   | 1   | 4   |     |     | 73 (75)  | 1位  |
| 1974 | マールボロ・チーム・マクラーレン | G      | ハルム             | 1   | 12  | 9   | 6   | 6   | Ret | Ret | Ret | 6   | 7   | Ret | 2   | 6   | 6   | Ret |     |     | 73 (75)  | 1位  |
| 1974 | ヤードレー・チーム・マクラーレン | G      | ヘイルウッド       | 4   | 5   | 3   | 9   | 7   | Ret | Ret | 4   | 7   | Ret | 15  |     |     |     |     |     |     | 73 (75)  | 1位  |
| 1974 | ヤードレー・チーム・マクラーレン | G      | ホッブス           |     |     |     |     |     |     |     |     |     |     |     | 7   | 9   |     |     |     |     | 73 (75)  | 1位  |
| 1974 | ヤードレー・チーム・マクラーレン | G      | マス               |     |     |     |     |     |     |     |     |     |     |     |     |     | 16  | 7   |     |     | 73 (75)  | 1位  |
| 1975 | マールボロ・チーム・マクラーレン | G      |                    | ARG | BRA | RSA | ESP | MON | BEL | SWE | NED | FRA | GBR | GER | AUT | ITA | USA |     |     |     | 54 (56)  | 2位  |
| 1975 | マールボロ・チーム・マクラーレン | G      | フィッティパルディ | 1   | 2   | NC  | NS  | 2   | 7   | 8   | Ret | 4   | 1   | Ret | 9   | 2   | 2   |     |     |     | 54 (56)  | 2位  |
| 1975 | マールボロ・チーム・マクラーレン | G      | マス               | 14  | 3   | 6   | 1   | 6   | Ret | Ret | Ret | 3   | 7   | Ret | 4   | Ret | 3   |     |     |     | 54 (56)  | 2位  |
| 1976 | マールボロ・チーム・マクラーレン | G      |                    | BRA | RSA | USW | ESP | BEL | MON | SWE | FRA | GBR | GER | AUT | NED | ITA | CAN | USA | JPN |     | 74 (75)  | 2位  |
| 1976 | マールボロ・チーム・マクラーレン | G      | ハント             | Ret | 2   | Ret | 1   | Ret | Ret | 5   | 1   | DSQ | 1   | 4   | 1   | Ret | 1   | 1   | 3   |     | 74 (75)  | 2位  |
| 1976 | マールボロ・チーム・マクラーレン | G      | マス               | 6   | 3   | 5   | Ret | 6   | 5   | 11  | 15  | Ret | 3   | 7   |     | Ret | 5   | 4   | Ret |     | 74 (75)  | 2位  |
| 1977 | マールボロ・チーム・マクラーレン | G      |                    | ARG | BRA | RSA | USW | ESP | MON | BEL | SWE | FRA | GBR | GER | AUT | NED | ITA | USA | CAN | JPN | 602      | 3位  |
| 1977 | マールボロ・チーム・マクラーレン | G      | ハント             | Ret | 2   | 4   | Ret |     | Ret |     |     |     |     |     |     |     |     |     |     |     | 602      | 3位  |
| 1977 | マールボロ・チーム・マクラーレン | G      | マス               | Ret | Ret | 5   | Ret | 4   | 4   | Ret | 2   | 9   |     |     |     |     |     |     |     |     | 602      | 3位  |
| 1977 | マールボロ・チーム・マクラーレン | G      | ヴィルヌーヴ       |     |     |     |     |     |     |     |     |     | 11  |     |     |     |     |     |     |     | 602      | 3位  |
| 1977 | マールボロ・チーム・マクラーレン | G      | ジャコメリ         |     |     |     |     |     |     |     |     |     |     |     |     |     | Ret |     |     |     | 602      | 3位  |

- 11973年の6ポイントはマクラーレン・M19Cで獲得。
- 21977年の37ポイントはマクラーレン・M26で獲得。

## 記録
- 通算16勝
- コンストラクターズチャンピオン1回獲得(1974年)
- ドライバーズチャンピオン2回獲得(1974年エマーソン・フィッティパルディ、1976年ジェームス・ハント)